# Thương hiệu truyền thông
Thương hiệu truyền thông (tiếng Anh: media franchise) hay còn gọi là thương hiệu đa phương tiện (tiếng Anh: multimedia franchise) là một tập hợp các phương tiện truyền thông có liên quan đến nhau mà trong đó các tác phẩm phái sinh được sản xuất ra từ chính tác phẩm gốc, như phim điện ảnh, tác phẩm văn học, chương trình truyền hình hay trò chơi diện tử.